# 실레시 시히네
실레시 메쿠리아 시히네(암하라어: ስለሺ መኩሪያ ስህኔ, 1983년 1월 29일 ~ )는 에티오피아의 장거리 육상 선수이다. 배우자는 올림픽 여자 5000m, 10000m 우승자인 에티오피아 육상 선수 티루네시 디바바이다.

## 경력
시히네는 에티오피아 셰노(Sheno) 출신으로, 에티오피아 출신의 전설적인 육상 선수 하일레 게브르셀라시에의 영향으로 학생 때부터 육상을 시작했다. 2003년, 세계선수권 10000m 동메달, 아프리칸 게임 10000m 금메달을 차지하며 성공적으로 시니어 무대에 데뷔했다.
2004년, 처음 출전한 올림픽 10000m에서 같은 나라의 케네니사 베켈레에 이어 2위로 들어와 은메달을 획득했으며, 그 해 열린 2004년 IAAF 세계 크로스 컨트리 선수권 롱 코스에서 3위를 차지했다. 다음 해 열린 2005년 세계선수권대회 5000m에선 케냐의 벤자민 리모에 이어 2위, 10000m에선 케네니사 베켈레에 이어 2위를 차지했다. 2006년 세계 크로스 컨트리 선수권 롱 코스에선 베켈레에 이어 2위에 입상했다.
오사카에서 열린 2007년 세계육상선수권대회 10000m에서도 베켈레에 이어 은메달을 획득했으며, 다음 해 열린 2008년 하계 올림픽에서도 베켈레에 이어 2위로 골인, 은메달을 차지했다.

## 성적

### 주요 대회 성적
| 날짜            | 종목          | 대회                             | 장소         | 순위 | 기록     | 기타 |
| --------------- | ------------- | -------------------------------- | ------------ | ---- | -------- | ---- |
| 2002년 7월 20일 | 10000m        | 2002년 세계 주니어 육상 선수권   | 킹스턴       | 2위  | 29:03.74 |      |
| 2003년 8월 24일 | 10000m        | 2003년 세계육상선수권            | 파리         | 3위  | 27:01.44 |      |
| 2003년 9월 14일 | 5000m         | 2003년 세계 육상 파이널          | 모나코       | 5위  | 13:24.61 |      |
| 2004년 3월 21일 | 롱 코스(12km) | 2004년 세계 크로스 컨트리 선수권 | 브뤼셀       | 3위  | 36:11    |      |
| 2004년 8월 20일 | 10000m        | 2004년 하계 올림픽               | 아테네       | 2위  | 27:09.39 |      |
| 2004년 9월 19일 | 5000m         | 2004년 세계 육상 파이널          | 모나코       | 1위  | 13:06.95 |      |
| 2005년 8월 8일  | 10000m        | 2005년 세계육상선수권            | 헬싱키       | 2위  | 27:08.87 |      |
| 2005년 8월 14일 | 5000m         | 2005년 세계육상선수권            | 헬싱키       | 2위  | 13:32.81 |      |
| 2005년 9월 10일 | 5000m         | 2005년 세계 육상 파이널          | 모나코       | 1위  | 13:39.40 |      |
| 2006년 4월 2일  | 롱 코스(12km) | 2006년 세계 크로스 컨트리 선수권 | 후쿠오카     | 2위  | 35:43    |      |
| 2007년 8월 27일 | 10000m        | 2007년 세계육상선수권            | 오사카       | 2위  | 27:09.03 |      |
| 2007년 9월 23일 | 5000m         | 2007년 세계 육상 파이널          | 슈투트가르트 | 6위  | 13:41.04 |      |
| 2008년 8월 17일 | 10000m        | 2008년 하계 올림픽               | 베이징       | 2위  | 27:02.77 |      |

### 실외 개인 최고 기록
| 종목        | 날짜       | 장소     | 기록            |
| ----------- | ---------- | -------- | --------------- |
| 3000m       | 2005/08/28 | 리에티   | 7분 29초 92     |
| 5000m       | 2004/07/02 | 로마     | 12분 47초 04    |
| 10000m      | 2004/05/31 | 헹겔로   | 26분 39초 69    |
| 10km        | 2004/11/21 | Nijmegen | 27분 56초       |
| 하프 마라톤 | 2005/10/01 | 에드먼턴 | 1시간 01분 14초 |

### 실내 개인 최고 기록
| 종목  | 날짜       | 장소         | 기록        |
| ----- | ---------- | ------------ | ----------- |
| 3000m | 2004/01/31 | 슈투트가르트 | 7분 41초 18 |